# Llista de topònims de la Vajol
Llista de topònims (noms propis de lloc) del municipi de la Vajol, a l'Alt Empordà
Informació actualitzada per un bot. Els canvis manuals es perdran quan s'actualitzi!

## casa
| imatge | Nom                            | Ubicat a | instància de | Detalls                                  | coordenades                                                          | Protecció                                  | Commons (més fotos) | Dades a WD                    |
| ------ | ------------------------------ | -------- | ------------ | ---------------------------------------- | -------------------------------------------------------------------- | ------------------------------------------ | ------------------- | ----------------------------- |
|        | casa a la plaça Major, 2       | la Vajol | casa         | Estil: arquitectura popular 20th century | 42° 24′ 14″ N, 2° 48′ 00″ E / 42.403771°N,2.80013°E ca:Pl. Major, 2  | bé integrant del patrimoni cultural català |                     | Modifica les dades a Wikidata |
|        | casa de la plaça Major, 1      | la Vajol | casa         | Estil: arquitectura popular 18th century | 42° 24′ 14″ N, 2° 48′ 00″ E / 42.403839°N,2.799936°E ca:Pl. Major, 1 | bé integrant del patrimoni cultural català |                     | Modifica les dades a Wikidata |
|        | habitatge al carrer Darnius, 5 | la Vajol | casa         | Estil: arquitectura popular              | 42° 24′ 13″ N, 2° 48′ 02″ E / 42.403493°N,2.800429°E                 | bé integrant del patrimoni cultural català |                     | Modifica les dades a Wikidata |

## edifici
| imatge | Nom                         | Ubicat a | instància de | Detalls                                  | coordenades                                                               | Protecció                                  | Commons (més fotos)         | Dades a WD                    |
| ------ | --------------------------- | -------- | ------------ | ---------------------------------------- | ------------------------------------------------------------------------- | ------------------------------------------ | --------------------------- | ----------------------------- |
|        | Mina Canta                  | la Vajol | edifici      |                                          | 42° 24′ 02″ N, 2° 47′ 31″ E / 42.40053°N,2.79182°E                        | bé cultural d'interès local                |                             | Modifica les dades a Wikidata |
|        | Museu de la Casa de la Vila | la Vajol | edifici      | Estil: arquitectura popular 18th century | 42° 24′ 14″ N, 2° 48′ 01″ E / 42.403902°N,2.800154°E ca:Pl. de l'Església | bé integrant del patrimoni cultural català | Museu de la Casa de la Vila | Modifica les dades a Wikidata |

## font
| imatge | Nom              | Ubicat a | instància de | Detalls | coordenades                                                         | Protecció | Commons (més fotos) | Dades a WD                    |
| ------ | ---------------- | -------- | ------------ | ------- | ------------------------------------------------------------------- | --------- | ------------------- | ----------------------------- |
|        | font del Cucut   | la Vajol | font         |         | 42° 24′ 42″ N, 2° 47′ 28″ E / 42.4115959809621°N,2.79104596159017°E |           |                     | Modifica les dades a Wikidata |
|        | font del Noc     | la Vajol | font         |         | 42° 24′ 00″ N, 2° 48′ 20″ E / 42.3999139768187°N,2.80566590648015°E |           |                     | Modifica les dades a Wikidata |
|        | font del Perdigó | la Vajol | font         |         | 42° 24′ 14″ N, 2° 47′ 21″ E / 42.4038560739775°N,2.78922594714008°E |           |                     | Modifica les dades a Wikidata |

## masia
| imatge | Nom            | Ubicat a | instància de | Detalls                     | coordenades                                                                                                  | Protecció                                  | Commons (més fotos)   | Dades a WD                    |
| ------ | -------------- | -------- | ------------ | --------------------------- | --- | ------------------------------------------ | --------------------- | ----------------------------- |
|        | Can Barris     | la Vajol | masia        | Estil: arquitectura popular | 42° 24′ 28″ N, 2° 47′ 24″ E / 42.40772°N,2.789916°E ca:Accés des de la carretera de La Vajol a Maçanet       | bé integrant del patrimoni cultural català | Can Barris (la Vajol) | Modifica les dades a Wikidata |
|        | Can Capelleres | la Vajol | masia        |                             | 42° 24′ 26″ N, 2° 47′ 48″ E / 42.4071656915367°N,2.79665219572307°E                                          |                                            |                       | Modifica les dades a Wikidata |
|        | Can Comaulis   | la Vajol | masia        |                             | 42° 24′ 35″ N, 2° 47′ 54″ E / 42.409807864367°N,2.7983436321296°E                                            |                                            |                       | Modifica les dades a Wikidata |
|        | Can Figge      | la Vajol | masia        |                             | 42° 24′ 13″ N, 2° 47′ 50″ E / 42.4035100633901°N,2.79711361756126°E                                          |                                            |                       | Modifica les dades a Wikidata |
|        | Can Guixeter   | la Vajol | masia        |                             | 42° 24′ 03″ N, 2° 48′ 34″ E / 42.400820688365°N,2.8093084560646°E                                            |                                            |                       | Modifica les dades a Wikidata |
|        | Can Martí      | la Vajol | masia        |                             | 42° 23′ 53″ N, 2° 48′ 34″ E / 42.3980377376909°N,2.80956144935243°E                                          |                                            |                       | Modifica les dades a Wikidata |
|        | Can Quera      | la Vajol | masia        | Estil: arquitectura popular | 42° 24′ 44″ N, 2° 47′ 46″ E / 42.4122°N,2.79598°E ca:Trencall de la carretera d'Agullana a La Vajol, km. 5.8 | bé integrant del patrimoni cultural català |                       | Modifica les dades a Wikidata |
|        | Mas Llençó     | la Vajol | masia        |                             | 42° 24′ 11″ N, 2° 47′ 57″ E / 42.4029642722317°N,2.79914470759945°E                                          |                                            |                       | Modifica les dades a Wikidata |
|        | Mas Sec        | la Vajol | masia        |                             | 42° 24′ 00″ N, 2° 48′ 57″ E / 42.3999303116049°N,2.8158742991798°E                                           |                                            |                       | Modifica les dades a Wikidata |

## Misc
| imatge | Nom                           | Ubicat a                                                  | instància de                                                                   | Detalls                                                        | coordenades                                                                           | Protecció                                  | Commons (més fotos)       | Dades a WD                    |
| ------ | ----------------------------- | --------------------------------------------------------- | ------------------------------------------------------------------------------ | -------------------------------------------------------------- | ------------------------------------------------------------------------------------- | ------------------------------------------ | ------------------------- | ----------------------------- |
|        | Carrer Darnius                | la Vajol                                                  | carrer                                                                         | Estil: arquitectura popular 18th century                       | 42° 24′ 13″ N, 2° 48′ 01″ E / 42.403637°N,2.80035°E ca:C. Darnius 540 msnm            | bé integrant del patrimoni cultural català | Carrer Darnius (la Vajol) | Modifica les dades a Wikidata |
|        | Coll de Lli                   | la Vajol Morellàs i les Illes                             | collada                                                                        |                                                                | 42° 24′ 54″ N, 2° 46′ 53″ E / 42.415128°N,2.781394°E 712 msnm                         |                                            | Coll de Lli               | Modifica les dades a Wikidata |
|        | Pedra Dreta                   | la Vajol                                                  | menhir                                                                         |                                                                | 42° 24′ 07″ N, 2° 48′ 53″ E / 42.4020089530416°N,2.81478673784625°E                   |                                            |                           | Modifica les dades a Wikidata |
|        | Pedrera del Perdigó           | la Vajol                                                  | pedrera                                                                        |                                                                | 42° 24′ 08″ N, 2° 47′ 17″ E / 42.4022146330298°N,2.78795552952129°E                   |                                            |                           | Modifica les dades a Wikidata |
|        | Puig de la Creu               | Darnius la Vajol Maçanet de Cabrenys                      | muntanya                                                                       |                                                                | 42° 23′ 57″ N, 2° 47′ 27″ E / 42.39911111°N,2.79083056°E 621.4 msnm                   |                                            |                           | Modifica les dades a Wikidata |
|        | Rectoria de la Vajol          | la Vajol                                                  | rectoria                                                                       | Estil: arquitectura popular 18th century                       | 42° 24′ 14″ N, 2° 47′ 59″ E / 42.403978°N,2.799717°E ca:Pl. de l'Església, 6 546 msnm | bé integrant del patrimoni cultural català | Rectoria de la Vajol      | Modifica les dades a Wikidata |
|        | Sant Martí de la Vajol        | la Vajol                                                  | església                                                                       | Estil: arquitectura romànica Anomenat per: Sant Martí de Tours | 42° 24′ 15″ N, 2° 48′ 00″ E / 42.4041°N,2.80006°E                                     | bé cultural d'interès local                | Sant Martí de la Vajol    | Modifica les dades a Wikidata |
|        | casa consistorial de la Vajol | la Vajol                                                  | casa consistorial                                                              |                                                                | 42° 24′ 14″ N, 2° 47′ 57″ E / 42.4037991°N,2.799054°E                                 |                                            |                           | Modifica les dades a Wikidata |
|        | la Vajol                      | la Vajol                                                  | entitat singular de població ens local històric de Catalunya capital municipal | 98 hab                                                         | 42° 24′ 15″ N, 2° 48′ 00″ E / 42.404047°N,2.800135°E 547 msnm                         |                                            |                           | Modifica les dades a Wikidata |
|        | les Avalls                    | la Vajol                                                  | cabana                                                                         |                                                                | 42° 24′ 06″ N, 2° 47′ 11″ E / 42.4015902442679°N,2.78635364454979°E                   |                                            |                           | Modifica les dades a Wikidata |
|        | massís de les Salines         | Maçanet de Cabrenys Agullana la Jonquera la Vajol Albanyà | àrea protegida serralada Pla d'Espais d'Interès Natural                        | 1992 Superfície: 4875.42384ha                                  | 42° 24′ N, 2° 47′ E / 42.4°N,2.78°E                                                   |                                            | Massís de les Salines     | Modifica les dades a Wikidata |